# Psophodes
Psophodes là một chi chim trong họ Psophodidae.